# Baronnites
Baronnites – rodzaj głowonogów z podgromady amonitów.
Żył w okresie kredy (walanżyn).